# (466307) 2013 QY43
(466307) 2013 QY43 es un asteroide perteneciente al cinturón de asteroides, descubierto el 18 de agosto de 2009 por el equipo Spacewatch desde el Observatorio Nacional de Kitt Peak (Arizona, Estados Unidos).